# Ciència (revista)
La revista Ciència va ser la primera revista de divulgació científica escrita en llengua catalana. Va tenir dues etapes de publicació: una del 1926 al 1933 (53 números publicats) i una altra del 1980 al 1991 (73 números publicats).
En la seva primera etapa es va començar a editar el maig de 1926 i va esdevenir un símbol de la resistència cultural a la dictadura de Primo de Rivera. La revista Ciència tenia com a objectius comunicar la ciència a un públic cada cop més creixent en aquells moments i fixar un lèxic científic en llengua catalana. A les seves pàgines es podien trobar articles sobre ciència, extractes, traduccions, i una varietat extensa al voltant de congressos i reculls periòdics sobre ciència produïda arreu d'Europa. Es va deixar de publicar el febrer del 1933, després que l'editor de la revista, el químic Ramon Peypoch, la deixés per fer-se càrrec del diari La Publicitat.
En la segona etapa de la revista Ciència, quaranta-set anys després, un equip encapçalat per Joan Senent-Josa va agafar el testimoni. En aquesta represa, la revista va ser una plataforma que permetia als científics catalans difondre en la llengua pròpia la recerca que feien, a més de continuar sent una eina poderosa per a la normalització cultural i lingüística.
Els anys 80 i 90 van ser prolífics i molt rellevants en aportacions de divulgació científica i tecnològica en llengua catalana. A la revista Ciència s'hi van afegir les revistes Quaderns Tècnics (del 1985 al 1990) i Mètode (del 1992 fins a l'actualitat). Aquesta darrera, editada per la Universitat de València, ha anat obrint-se més cap a altres universitats nacionals i internacionals, i ara com ara es publica en color, amb una enquadernació en rústica i formant un cos d'unes 150 pàgines.